# Serhij Rysenko
Serhij Ołeksandrowycz Rysenko, ukr. Сергій Олександрович Рисенко (ur. 15 marca 1980 w Ługańsku) – ukraiński kolarz górski, uczestnik igrzysk olimpijskich z lat 2000, 2004, 2008 i 2012. 

## Kariera
Zawodnik reprezentował Ukrainę na czterech kolejnych igrzyskach olimpijskich. Uczestniczył również w drobnych turniejach, mistrzostwach Europy. 

### Sukcesy (w kategoriicross county)[1][2]
| Rok  | Impreza              | Pozycja |
| ---- | -------------------- | ------- |
| 2000 | Igrzyska olimpijskie | 27      |
| 2002 | Mistrzostwa Europy   | 4       |
| 2004 | Igrzyska olimpijskie | 36      |
| 2005 | Spa Francorchamps    | 8       |
| 2006 | Mistrzostwa Europy   | 9       |
| 2008 | Mistrzostwa Europy   | 4       |
| 2008 | Igrzyska olimpijskie | 42      |
| 2010 | Mistrzostwa Europy   | 40      |
| 2011 | Mistrzostwa Europy   | 12      |
| 2012 | Igrzyska olimpijskie | 31      |
| 2012 | Mistrzostwa Europy   | 13      |
| 2014 | Mistrzostwa Europy   | 9       |
| 2016 | Mistrzostwa Europy   | 50      |

## Życie prywatne
Jest żonaty, ma dwoje dzieci: córkę Sofię i syna Eliasa.